# 스하라역 (나가노현)
스하라역(일본어: 須原駅)은 일본 나가노현 기소군 오쿠와촌에 있는 도카이 여객철도 주오 본선의 역이다.

## 역 구조 및 승강장
섬식 승강장 1면 2선을 가지는 열차 교환 가능한 지상역. 기소후쿠시마역 관리의 간이위탁역. 유치선, 과선교를 가진다.
| 1 | ■ 주오 본선 | 하행 | 기소후쿠시마 · 나가노 방면 |
| 2 | ■ 주오 본선 | 상행 | 나카쓰가와 · 나고야 방면   |

## 역 주변
- 조쇼지
- 간사이 전력 스하라 제어소
- 기소강
- 국도 제19호선

## 역사
- 1909년 12월 1일 : 일본국유철도 주오 사이선이 노지리역까지 연신했던 때의 종착역으로서 개업. 여객 및 화물의 취급을 개시.
- 1910년 10월 5일 : 주오 사이선이 아게마쓰역까지 연신해, 도중역이 된다.
- 1911년 5월 1일 : 선로 명칭 제정. 이 역을 포함한 주오 사이선이 주오 본선으로 편입된다.
- 1972년 11월 30일 : 화물의 취급을 폐지.
- 1987년 4월 1일 : 일본국유철도 분할 민영화에 의해, 도카이 여객철도의 역이 된다.

## 인접 역
| 도카이 여객철도 주오 본선       | 도카이 여객철도 주오 본선 | 도카이 여객철도 주오 본선     |
| ------------------------------- | ------------------------- | ----------------------------- |
| 구라모토 시오지리 · 나가노 방면 | ■ 주오 본선               | 오쿠와 나카쓰가와·나고야 방면 |